# یوشیکازو نونومورا
یوشیکازو نونومورا (انگلیسی: Yoshikazu Nonomura؛ زادهٔ ۸ مهٔ ۱۹۷۲) بازیکن فوتبال اهل ژاپن است.
از باشگاه‌هایی که در آن بازی کرده‌است می‌توان به باشگاه فوتبال کونسادول ساپورو و باشگاه فوتبال جف یونایتد ایچیهارا چیبا اشاره کرد.